# Gustaf Nyström

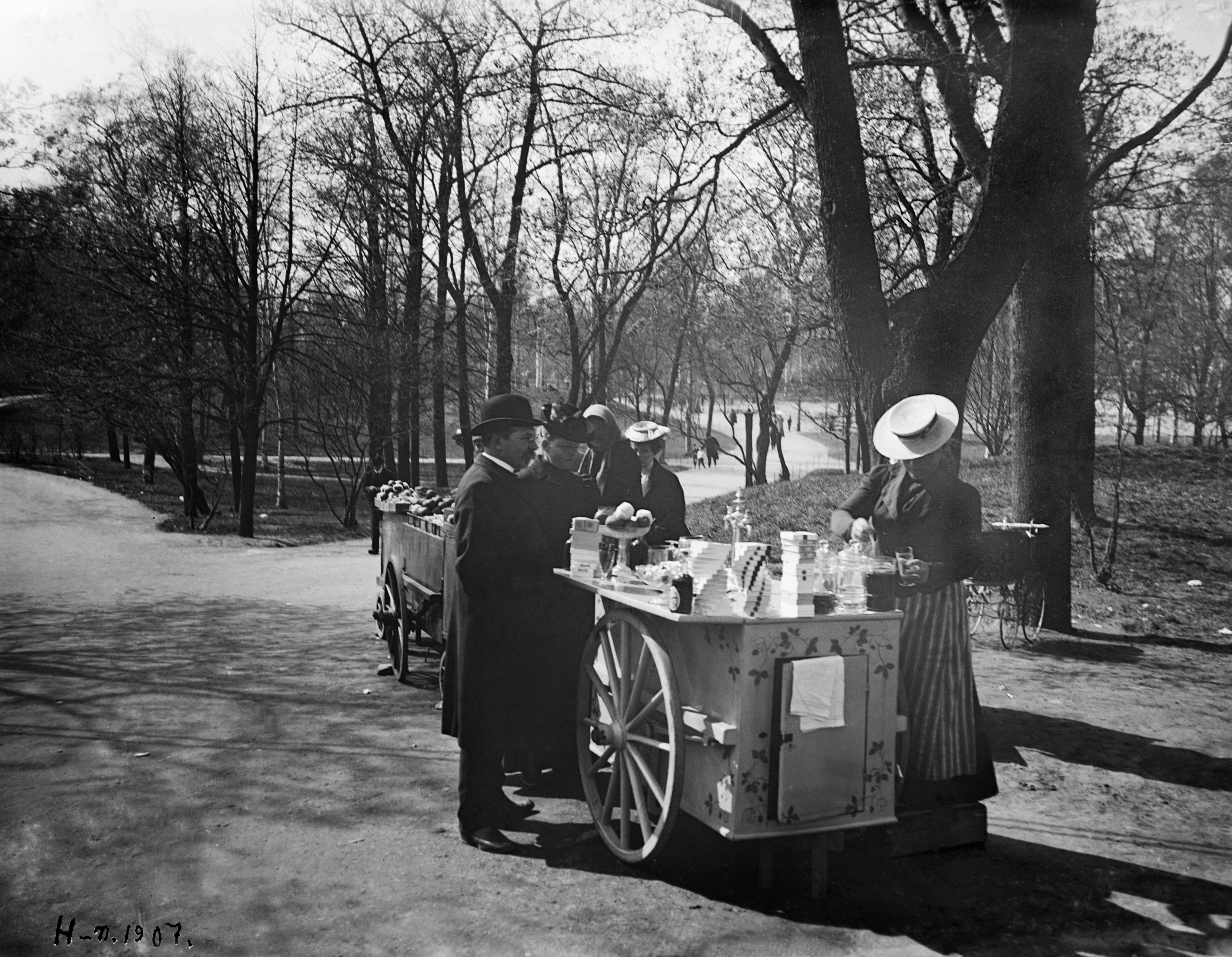
Gustaf Nyström i Kajsaniemiparken, fotograferad av Signe Brander

Karl Gustaf Nyström, född 21 januari 1856 i Helsingfors, död där 30 december 1917, var en finlandssvensk arkitekt, som är känd för flera betydande byggnader i Helsingfors. Han var bror till Alexander Nyström.

## Utbildning
Gustaf Nyström utexaminerades från Polytekniska institutet i Helsingfors 1876 och efter något års praktik på Frans Anatolius Sjöströms byrå, där han bland annat deltog i planeringen av institutets nya byggnad vid Sandvikstorget, erhöll han ett stipendium för studier i Wien, där han 1878–1879 studerade under Heinrich von Ferstel. 

## Karriär
Efter återkomsten från Wien verkade Nyström som lärare i byggnadskonstruktion vid institutet 1879–1885, i arkitektur från 1885 till 1895 då han utnämndes till professor. År 1903 blev han rektor för Polytekniska institutet, och efter undervisningsreformen 1908 då institutet blev Tekniska högskolan var han föreståndare för arkitekturavdelningen. Parallellt fungerade han tidvis också som lärare vid Ateneum
Från 1884 invaldes Nyström i Helsingfors stadsfullmäktige och verkade i många år som ordförande i stadsplaneringskommittén. År 1899 var han en av vinnarna i planeringstävlingen för stadsdelen Tölö. Förslaget förverkligades inte, men han var med och planerade den definitiva lösningen tillsammans med den kände arkitekten Lars Sonck. 
Nyström var mycket produktiv och deltog i planeringen av tiotals byggnader i Helsingfors. Han var en av de sista som tillämpade nyrenässans i stor skala i Finland. Han var också intresserad av historiska byggnader och var med och såg till att de dokumenterades ordentligt. I sin undervisning torde han även ha haft sin inverkan på att den uppväxande arkitektkåren hade respekt för gamla material och metoder, och i sista hand också till en del till att utvecklingen tog kurs mot nationalromantiken.

## Verk i urval
- Gamla Saluhallen vid Salutorget i Helsingfors, 1889
- Palmsalen i Kaisaniemi botaniska trädgård, 1889
- Statsarkivet, Fredsgatan i Helsingfors, 1890
- Ständerhuset, Helsingfors, 1891
- Läroverket för gossar och flickor, 1894 (även kallad Brobergska skolan, nuvarande Designmuseet)
- Åbo saluhall, 1896
- Tull- och packhuset på Skatudden, 1898
- Föreningsbankens i Finlands byggnad, Alexandergatan 36B i Helsingfors, 1898
- Åbo konstmuseum, 1900
- Kajana järnvägsstation, 1904
- Flygelbyggnad till Nordenlunds herrgård i Sysmä, 1880

## Bildgalleri

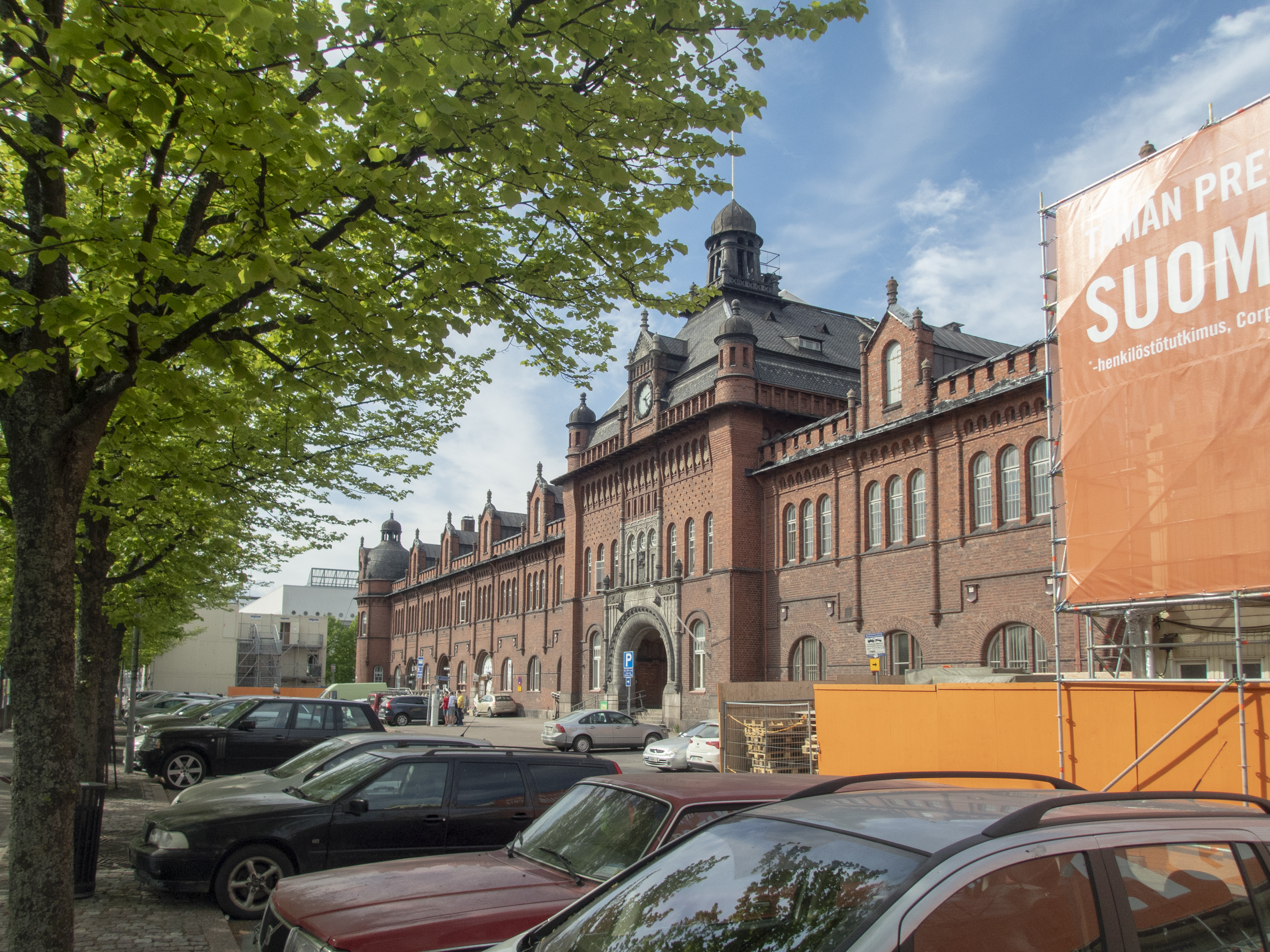
Tull- och packhuset på Skatudden
Statsarkivet, nuvarande Nationalarkivet
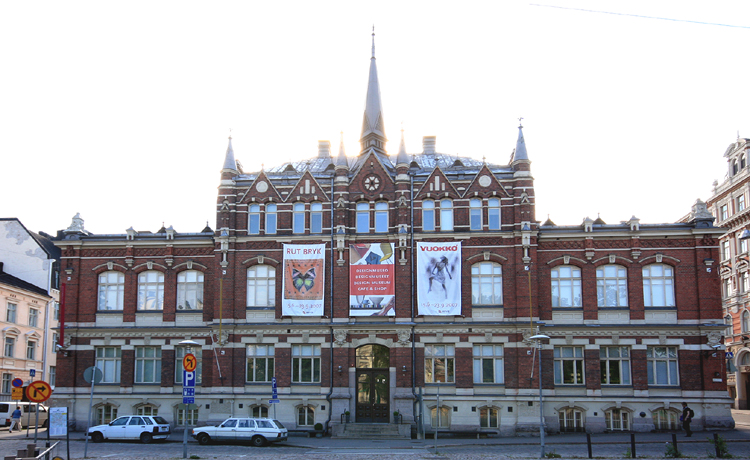
Brobergska skolan i Helsingfors, nuvarande Designmuseet
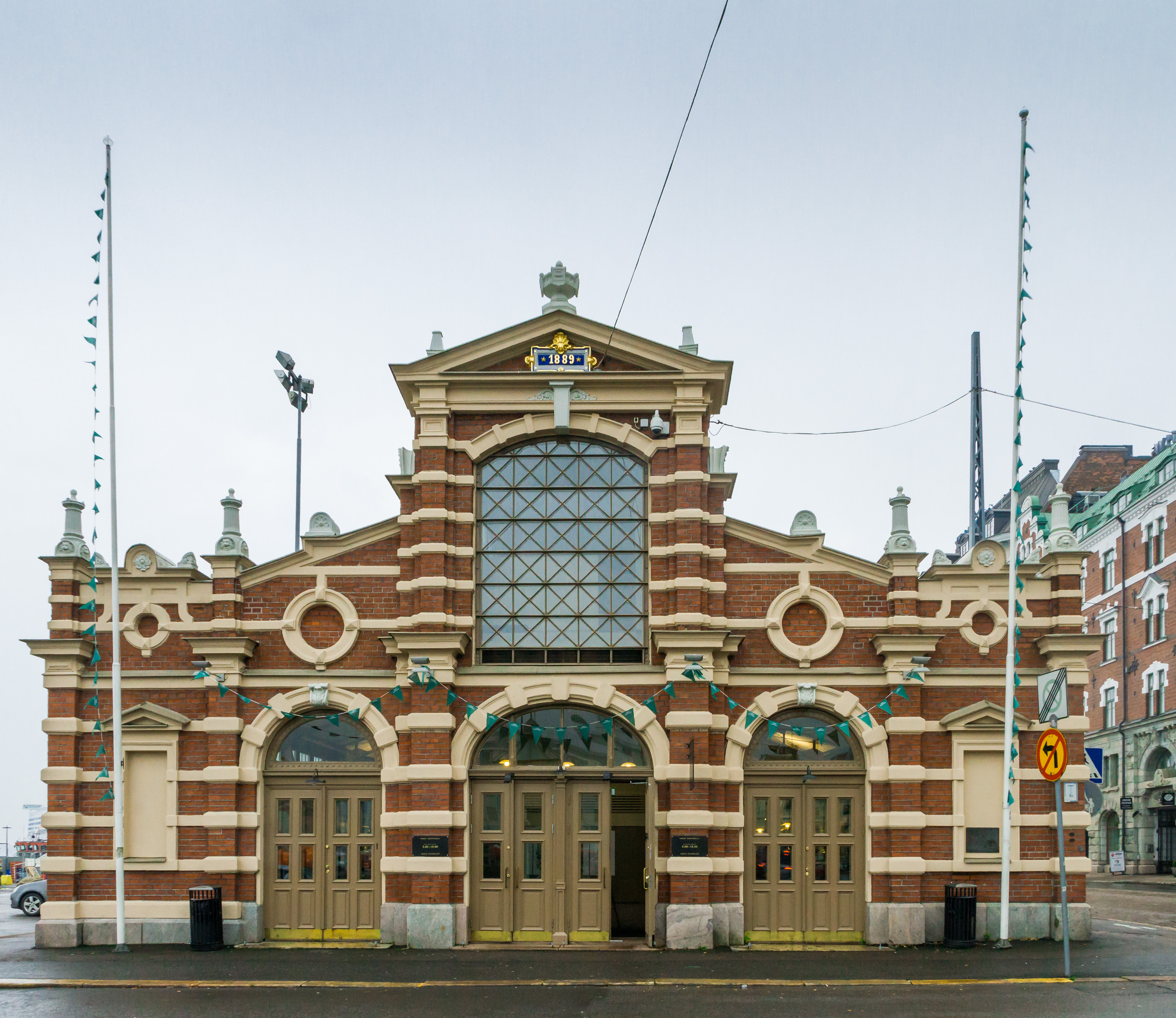
Gamla Saluhallen i Helsingfors
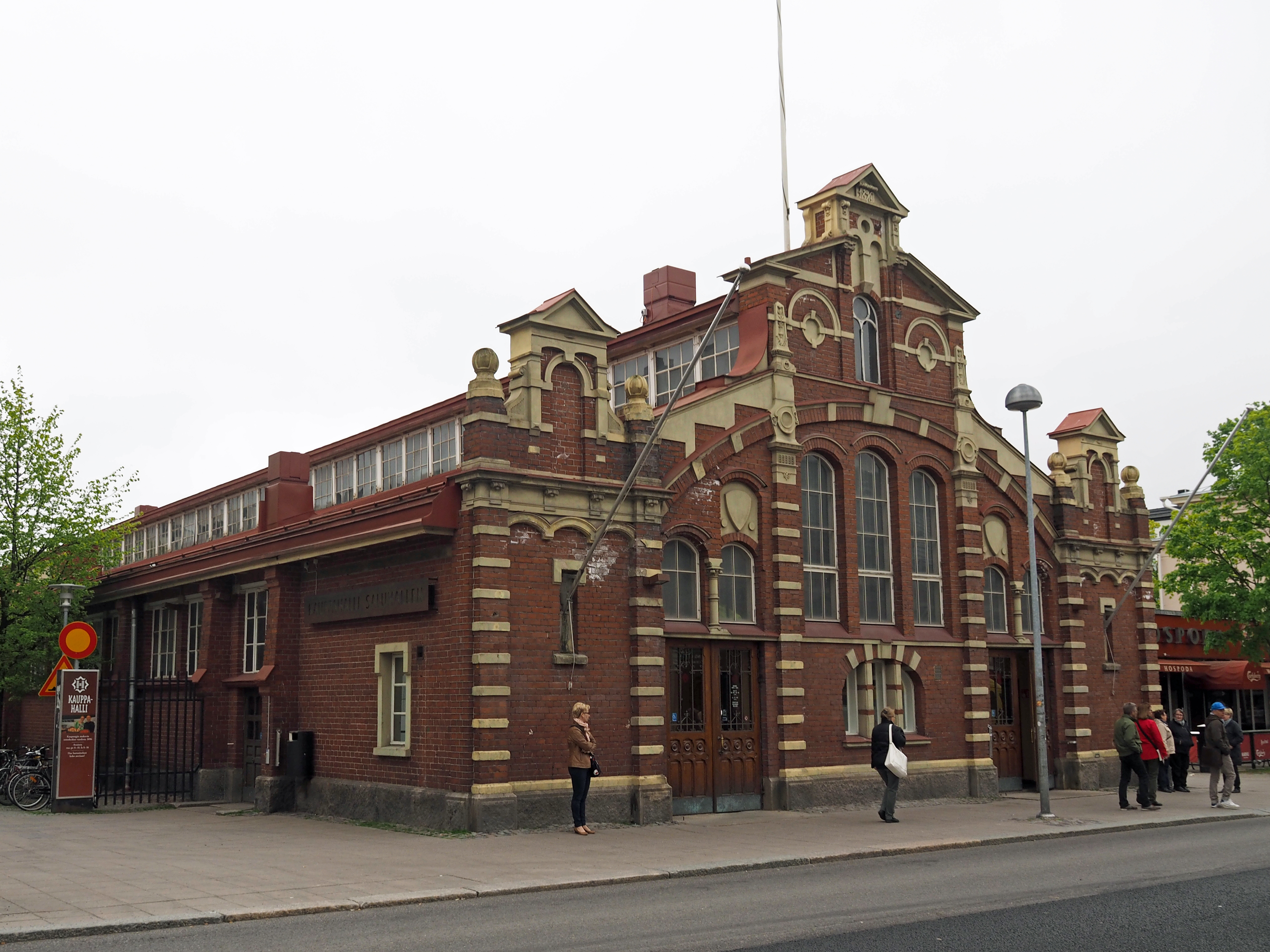
Åbo saluhall